# Pandanus gemmiferus
Pandanus gemmiferus är en enhjärtbladig växtart som beskrevs av Harold St.John. Pandanus gemmiferus ingår i släktet Pandanus och familjen Pandanaceae. Inga underarter finns listade.